# Колір пристрасті (телесеріал)
Колір пристрасті\Колір помсти (рос. Цвет страсти\Цвет мести) — український російськомовний мелодраматичний телесеріал виробництва кінокомпанії «Art Forms production» на замовлення телеканалу «СТБ». Режисером серіалу виступив Дмитро Гольдман.
Прем'єра першого сезону під назвою «Колір пристрасті» відбулася 23 листопада 2020 року на телеканалі «СТБ». Прем'єра другого сезону під назвою «Колір помсти» відбулася 27 вересня 2021 року.
Події відбуваються в Українському місті Ужгород.

## У ролях

### У головних ролях
- Юрій Феліпенко — Андрій Потапенко
- Анна Сердюк — Дар'я Гомонай
- Дар'я Легейда — Софія Горбач, наречена Андрія
- Катерина Варченко — вчителька в колонії
- Поліна Калмикова — Надія Чаплига (Дар'я Гомонай після операції)
- Вікторія Литвиненко — Марія Матвієнко, біологічна мати Даші
- Лариса Руснак — Надія Гомонай, прийомна мати Дар'ї
- Дмитро Сарансков — Євген Матвієнко/Іштван Крол, начальник митниці, чоловік Марії
- Дмитро Гаврилов — Роман Магда, заступник начальника митниці, друг Євгена Матвієнко
- Костянтин Данилюк — Михайло Хромаєв, сусід Даші Гомонай, чоловік Надії Чаплиги
- Віталій Салій — слідчий Борисов
- Світлана Зельбет — Марта, головний ворог Дар'ї Гомогай у колонії
- Анастасія Іванова — Галя, подруга Дар'ї в колонії
- Сергій Сипливий — генерал Горбач, батько Софії
- Олена Стефанська — мати Софії, Аврора Олександрівна Горбач
- Сергій Деньга — начальник колонії Валентин Валентинович
- Олексій Череватенко[3]

### У другорядних ролях
- Катерина Тишкевич — подруга Дар'ї в колонії
- Сергій Кисіль — криміналіст Микита
- Світлана Гордієнко
- Анна Петраш
- В'ячеслав Стасенко
- Карина Чернявська — Ряба, ув'язнена
- Максим Паньків
- Анастасія Гиренкова
- Василина Паламар
- Катерина Брайковська — Анастасія, наглядачка в колонії
- Андрій Романьков
- Данило Шевченко
- Вадим Акімкін
- Ілля Прокопів
- Акмаль Гурезов
- Дмитро Усов
- Лі Берлінська — Юлія, ріелторка
- Роман Максютенко — Рамір
- Костянтин Октябрьский — Едуард Антонович Загоруйко, адвокат

## Виробництво
Зйомки відбувалися в Києві. Офіційним саундтреком до серіалу стала пісня «Зорі запалали» українського гурту «Без обмежень».

## Знімальна група
- Автори сценарію: Тетяна Гнєдаш, Юлія Васильєва, Ольга Васильченко, Олександр Володарський, Філіп Маркович, Олена Післарій, Тетяна Присяжна, Іван Шишман, Галина Шкарупа
- Режисер-постановник — Дмитро Гольдман
- Оператор-постановник — Олександр Кришталович
- Художниця-постановниця — Анастасія Антонюженко
- Художниця по костюмах — Анна Тимощук
- Художниця із гриму — Альона Лебідь
- Композитор — Олексій Петрожицький
- Режисер монтажу — Назім Кадрі-Заде
- Продюсери: Тетяна Гнєдаш, Ілона Гребенюк, Дар'я Орешкевич, Сергій Ухін, Людмила Семчук, Катерина Шевелюк, Олена Зоз